# Schloss Sully

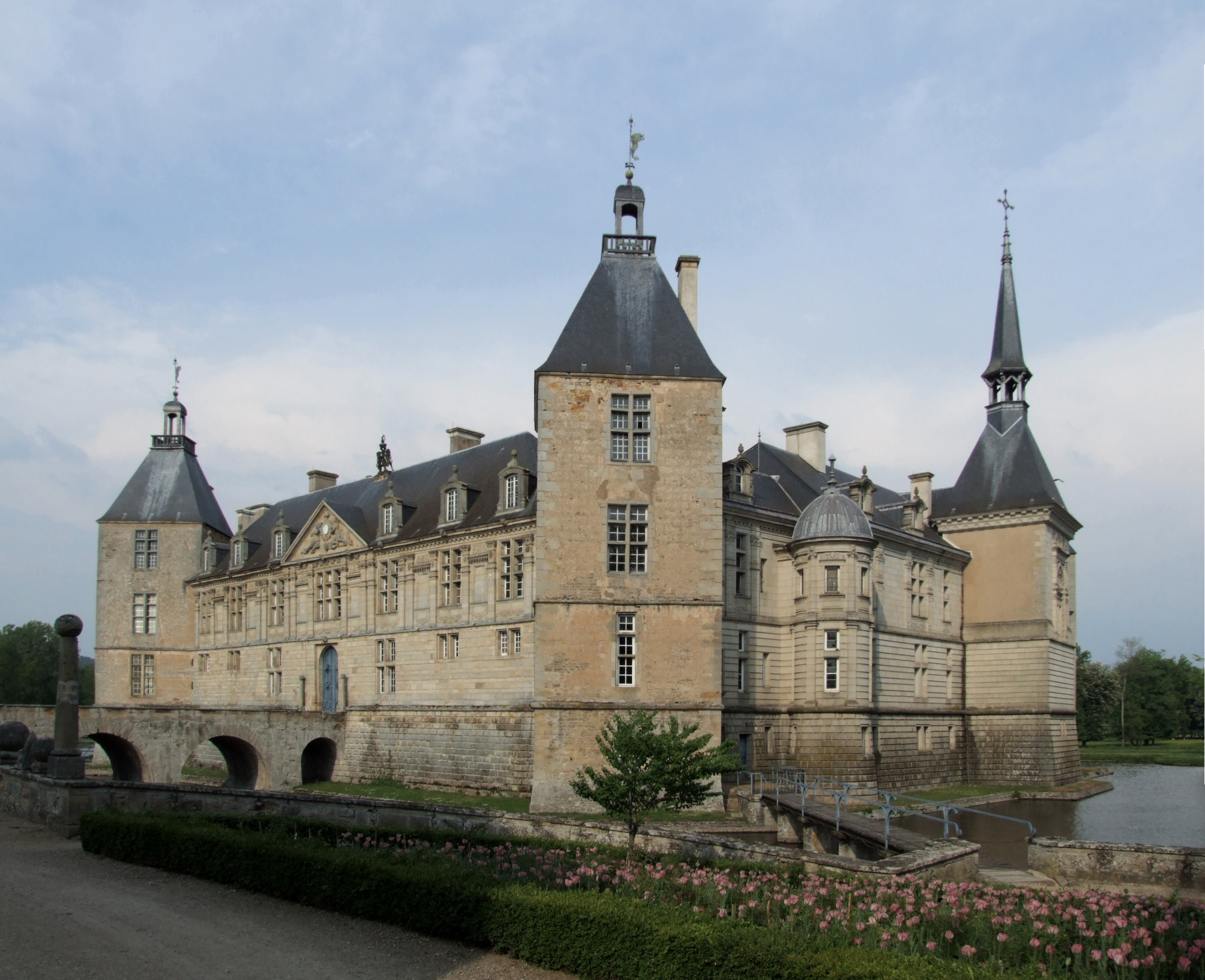
Schloss Sully von Südosten

Das Schloss Sully ist ein Wasserschloss im burgundischen Ort Sully, Département Saône-et-Loire, etwa 14 Kilometer nordöstlich von Autun am linken Ufer der Drée.
Ab Mitte des 16. Jahrhunderts auf den Fundamenten einer mittelalterlichen Vorgängeranlage erbaut, ist es das größte Renaissanceschloss Südburgunds. Die französische Autorin Marie de Rabutin-Chantal, Marquise de Sévigné bezeichnete es in einem ihrer Briefe als „Fontainebleau Burgunds“ (französisch „Fontainebleau de Bourgogne“).
Seit dem 4. Juli 1995 steht das Schloss als Monument historique unter Denkmalschutz.

## Beschreibung
Schloss Sully ist ein geschlossener Vierflügelbau, dem westlich Wirtschaftsgebäude vorgelagert sind. Die Schlossinsel wird von einem Wassergraben umflossen, der von der Drée, einem Zufluss des Arroux, gespeist wird. Umgeben ist das Schloss von einem 25 Hektar großen Schlosspark im englischen Landschaftsstil, in dem eine Statue des Marschalls Patrice de Mac-Mahon steht, die sich früher in Algier befand.

### Architektur

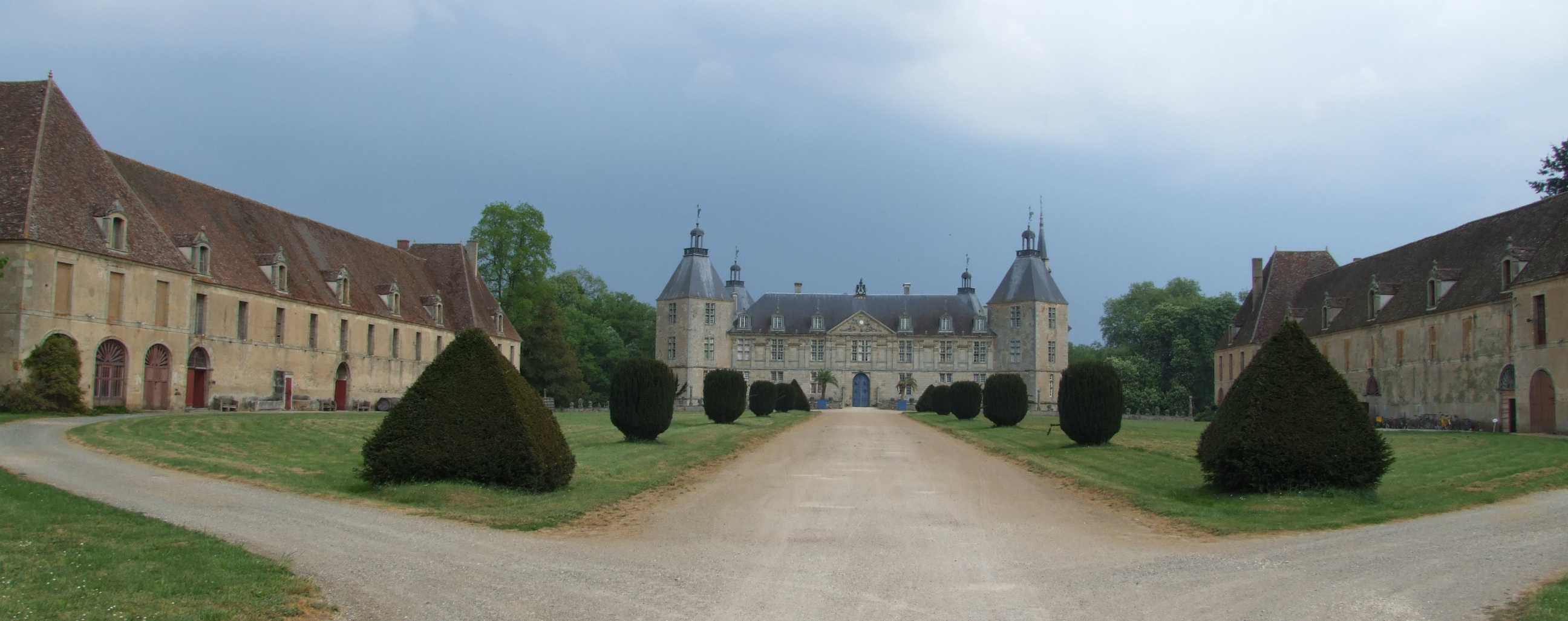
Der Schlossvorplatz wird an zwei Seiten von Wirtschaftsgebäuden flankiert

#### Wirtschaftsgebäude
Westlich des Hauptschlosses befindet sich ein großer, rasenbewachsener Vorplatz, der im Norden und Süden von ehemaligen Wirtschaftsbauten aus dem 17. Jahrhundert flankiert wird. Einige Gebäude im Norden dienten früher als Pferdeställe, was durch eine Pferdeskulptur über dem zentralen Eingang dokumentiert wird. In einem weiteren nördlichen Gebäude befindet sich ein Theater aus dem Jahr 1840.

#### Hauptschloss
Das Hauptschloss erhebt sich auf einem nahezu quadratischen Grundriss. Seine vier Flügel werden von vier übereck gestellten Ecktürmen mit Zeltdach, kleiner Aussichtsplattform und Laterne begrenzt. Sein rustikales Kellergeschoss wurde aus massiven Buckelquadern errichtet. Über ihm erheben sich zwei weitere Geschosse, das obere davon mit ionischen Pilastern. Die Ecktürme stammen möglicherweise noch von der Vorgängeranlage des heutigen Schlosses.
Das Portal befindet sich in der Westfassade. Es ist von einem Dreiecksgiebel bekrönt, das zwei Mauren zeigt, die früher das Wappen der Familie Morey hielten. Heute ist Letzteres durch eine Uhr ersetzt.
Die Außenfassade des Südflügels stammt von 1923 und ist im Stil der Neorenaissance gehalten. Sie besitzt zwei Tourellen, die einen mittig stehenden Turm umrahmen. In diesem befindet sich die Schlosskapelle im Stil der Neogotik.

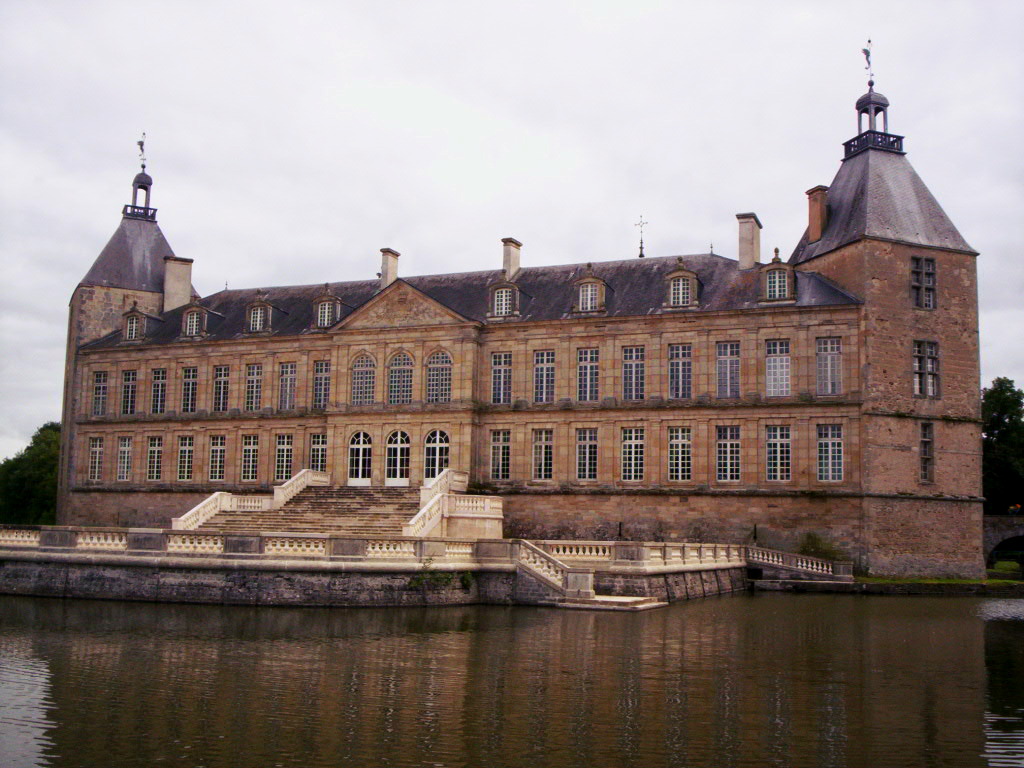
Die Nordfassade mit Freitreppe und Terrasse

Der östliche Flügel wurde im 19. Jahrhundert überarbeitet, enthält aber noch Bausubstanz eines Vorgängerbaus aus dem 15. Jahrhundert, und besitzt an seiner Außenseite ein Fronton aus dem 18. Jahrhundert.
Die nördliche Außenseite wird durch eine monumentale Freitreppe beherrscht, die zu einer großen vorgelagerten Gartenterrasse mit Balustergeländer führt. Die Fassade des Gebäudeflügels stammt vom Beginn des 18. Jahrhunderts und weist einen dreiachsigen Mittelrisalit mit Fronton auf.
Die Fassaden des 39,8 × 36,10 Meter messenden Innenhofs, der an das Schloss Ancy-le-Franc erinnert, sind wesentlich einheitlicher gestaltet und stammen aus der Zeit vom Ende des 16. bis Anfang des 17. Jahrhunderts. Ihre architektonische Dekoration ist wesentlich aufwändiger als die der Außenfassaden. Der Ostflügel besitzt einen Mittelpavillon, der in Richtung Hof aus der Fassade vorspringt.
Von der originalen Innenausstattung des Schlosses ist wegen zahlreicher Umbauten und Umgestaltungen kaum etwas erhalten. Ausnahmen davon sind das Treppenhaus im Südflügel, dessen jetziger Zustand aus der Zeit Ludwigs XV. stammt, und eine reich skulptierte Holzdecke über der Empore in der Schlosskapelle.

### Park und Garten
Der englische Landschaftsgarten des Schlosses stammt aus dem 19. Jahrhundert und ist von zahlreichen Gräben durchzogen. In seinem östlichen Teil findet sich ein großes Wasserbassin, in seinem südöstlichen Teil eine Kapelle vom Ende des 12. oder Beginn des 13. Jahrhunderts, welche als Grablege der heutigen Schlossherren dient. Als wertvollster Baumbestand des Parks gelten mehrere hundertjährige Bäume wie Eichen, Platanen, Tulpenbäume und amerikanische Nussbäume.
Hinter dem südlichen Wirtschaftsgebäude befindet sich ein symmetrisch angelegter, restaurierter Gemüsegarten, der von Obstbäumen umsäumt ist. Mit seiner geometrischen Bepflanzung ist er ein typischer Nutzgarten aus der Zeit der Renaissance. Seine Ernte wird im schlosseigenen Laden verkauft. Zum Garten gehören eine Laube, ein Taubenturm und ein Fischteich.

## Geschichte

### Die Anfänge im Mittelalter
Sully gehörte im Hochmittelalter dem Haus Sully. Gauthier de Sully erbaute im 12. Jahrhundert eine wehrhafte Burg mit acht Ecktürmen, Gräben und einer Zugbrücke. Davon sind heute noch ein Turm und einige Grundmauern erhalten. Als die Familie Sully Mitte des 13. Jahrhunderts ausstarb, wurde sie von einem Zweig der Herren von Couches, der Familie Bauffremont, beerbt. Ende des 13. Jahrhunderts heiratete Marie de Bauffremont Etienne I. de Bourgogne-Montagu und brachte sowohl die Herrschaft als auch die Burg mit in die Ehe. Für mehr als 150 Jahre blieb Sully im Besitz dieser Familie. Als ihr letzter männlicher Vertreter, Claude de Montaigu, 1471 in der Schlacht bei Buxy starb, beerbte ihn seine einzige Tochter Jeanne, die 1461 Hugues de Rabutin, Seigneur von Épiry, geheiratet hatte. Die Burg Sully hatte Claude de Montaigue allerdings bereits zwei Jahre vor seinem Tod am 20. Dezember 1469 an den Mann seiner Tochter übertragen. Die Rabutins ließen die alte einflügelige Anlage durch drei weitere Gebäudeflügel noch im 15. Jahrhundert erweitern.

### Neubau in der Renaissance

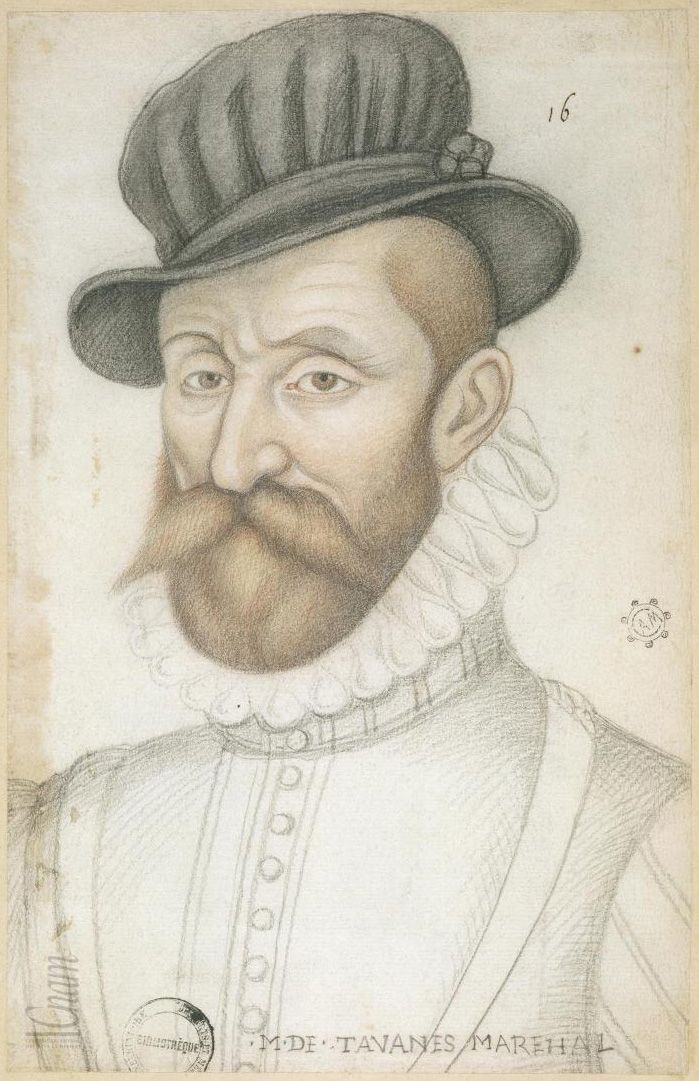
Gaspard de Saulx gab den Bau des heutigen Schlosses in Auftrag

Christophe de Rabutin veräußerte den Besitz im Jahr 1515 an Jean de Saulx. Dessen Sohn, der Marschall Gaspard de Saulx-Tavannes, ließ die alten Gebäude niederlegen und um 1570 auf den Grundmauern der alten Anlage mit dem Neubau eines Schlosses im Stil der Renaissance beginnen. Die Pläne dazu werden Nicolas Ribonnier zugeschrieben, auch wenn er nicht urkundlich als Architekt des Schlosses nachgewiesen ist. Da er für die Familie jedoch auch das Schloss La Pailly erbaute, ist er als Architekt für Sully zumindest wahrscheinlich. Nach dem Tod des Marschalls 1573 setzte seine Witwe Françoise de La Beaume de Montrevel den Neubau weiter fort. Die Arbeiten kamen aber erst unter ihrem dritten Sohn Jean zwischen 1616 und 1621 endgültig zum Abschluss. Er zog sich 1595 nach Sully zurück und schrieb dort im ersten Viertel des 17. Jahrhunderts seine Memoiren. Sein Sohn Henri folgte ihm als Schlossbesitzer nach und bot seiner Verwandten Anne de Gonzague vorübergehend Unterschlupf in seinem Schloss, als sie aufgrund der Verschwörung ihres Liebhabers, Henri II. de Lorraine, dem Herzog von Guise, den französischen Hof verlassen musste.
Henri-Charles de Saulx verkaufte das Schloss 1714 an Claude de Morey, marquis de Vianges. Die Moreys ließen die nördliche Außenfassade und die große Gartenterrasse durch den Architekten Franck überarbeiten.

### Die Mac-Mahons als Schlossherren
Charlotte Le Belin, Witwe und Erbin des 1748 verstorbenen Jean-Baptistes de Morey, heiratete in zweiter Ehe Jean-Baptiste Mac-Mahon d’Eguilly und brachte Schloss Sully mit in diese Ehe. Es ist heute noch Eigentum der Mac-Mahons. 1808 wurde dort der zweite Präsident der dritten französischen Republik, Patrice de Mac-Mahon, erster Herzog von Magenta, geboren und in der alten Schlosskapelle getauft.
Während der Französischen Revolution entging das Schloss der Zerstörung nur durch die Listigkeit seines Schlossverwalters. Als Revolutionäre die Gebäude niederreißen wollten, stellte sich ihnen die schon 80-jährige Marquise Charlotte de Mac-Mahon in den Weg. Die Revolutionäre zogen unverrichteter Dinge wieder ab und wollten nach dem Tod der Schlossherrin wiederkommen, der ihrer Meinung nach nicht mehr lange auf sich warten lassen würde. Als sechs Monate später die Meldung vom Tod Charlottes die Runde machte, gingen die Revolutionäre ein weiteres Mal zum Schloss. Dort unterrichtete sie der Schlossverwalter aber davon, dass die Marquise noch am Leben sei, was eine faustdicke Lüge war. Als die List aufgedeckt wurde, war die Revolution jedoch bereits vorüber.
Nachdem 1850 die Freitreppe errichtet worden war, ließ Marte de Vogüé, Ehefrau von Charles-Marie de Mac-Mahon, während des 19. Jahrhunderts zahlreiche Restaurierungen und Instandsetzungen am Schloss vornehmen. So ist ihr zum Beispiel die Neugestaltung der Südfassade nach Plänen von Dutoit, einem Schüler Eugène Viollet-le-Ducs, und die Wieder-Inbetriebnahme der alten Wassergräben 1683 zu verdanken. Weitere Veränderungen während des 19. Jahrhunderts waren die Überarbeitung der östlichen Außenfassade, der Abriss der östlichen Brücke über den Schlossgraben und die grundlegende Umgestaltung der Innenräume sowie die Überarbeitung der Schlosskapelle im neugotischen Stil. Der heutige Schlosspark wurde im Jahr 1890 angelegt.
Die jüngste Instandsetzungsmaßnahme am Schloss war die Restaurierung der großen Terrasse im Jahr 2007.

### Heutige Nutzung
Ein Teil des Schlosses wird heute als Wohnsitz der Familie Mac-Mahon genutzt, der andere Teil dient als Schlossmuseum, das zwischen März und November im Rahmen von Führungen entgeltlich besichtigt werden kann. Zu sehen ist seine prunkvolle Inneneinrichtung und Möbel im Stil des 18. und 19. Jahrhunderts. Im gleichen Zeitraum stehen auch der Park und Garten für Besucher offen. Alljährlich besuchen rund 18.000 Touristen die Anlage.
Einige Räumlichkeiten können für private Festlichkeiten, Konferenzen und Ausstellungen gemietet werden.